# Theonina linyphioides
Theonina linyphioides är en spindelart som först beskrevs av Denis 1937.  Theonina linyphioides ingår i släktet Theonina och familjen täckvävarspindlar.
Artens utbredningsområde är Algeriet. Inga underarter finns listade i Catalogue of Life.